# Steffi Graf/Tennissaison 1988
Dieser Artikel zeigt die Tennissaison 1988 von Steffi Graf. Sie begann das Tennisjahr als Weltranglistenerste im Januar bei den Australian Open und beendete dieses im November auf gleicher Position bei den WTA Championships.

## Details

### Grand-Slam-Turniere

#### Australian Open
Nachdem Graf die letzten beiden Jahre nicht an den Australian Open teilgenommen hatte, kam sie 1988 als Weltranglistenerste zurück. In den ersten vier Runden verlor Graf lediglich 13 Spiele. Nur Catarina Lindqvist leistete im zweiten Satz im Achtelfinale etwas mehr Gegenwehr, den Graf aber dennoch mit 7:5 gewann. Die Titelverteidigerin Hana Mandlíková stand ihr im Viertelfinale gegenüber, die mit 6:2 und 6:2 das Nachsehen hatte. Auch im Halbfinale gegen Claudia Kohde-Kilsch ging es schnell, sie besiegte die Deutsche nach 45 Minuten mit 6:2 und 6:3. Ihre Finalgegnerin war Chris Evert, die sich in ihrem Halbfinale gegen Martina Navratilova durchsetzte. Im Finale kam es zu einer Premiere. Nachdem bei einer 2:1-Führung für Graf im ersten Satz das Spiel wegen eines Regenschauers unterbrochen wurde, hat man sich nach 90 Minuten Unterbrechung dazu entschieden, dass Dach im neuen Stadion zu schließen. Es war das erste Grand-Slam-Finale, das unter geschlossenem Dach zu Ende gespielt wurde. Da Graf die bessere Hallenspielerin war, war das ein klarer Vorteil für sie. Der erste Satz ging dann schnell mit 6:1 an Graf. Auch im zweiten Satz sah es lange nach einem schnellen Satzgewinn aus, sie führte schnell mit 5:1. Evert steigerte sich aber und der Satz ging in den Tiebreak, den Graf mit 7:3 für sich entschied. Für Graf war es der erste Australian-Open-Titel und der zweite Grand-Slam-Erfolg.

#### French Open
Bei den French Open verlief es ähnlich zu den Australian Open. Das Halbfinale erreichte sie ohne große Mühe, bis dahin hatte sie lediglich elf Spiele abgegeben. Dort wartete mit Gabriela Sabatini diejenige, gegen die sie in dieser Saison bereits zwei Spiele verlor. Der erste Satz ging klar mit 6:3 an Graf. Im zweiten kam Sabatini besser ins Spiel, den Graf dennoch im Tiebreak mit 7:63 für sich entschied. Das Finale gegen Natallja Swerawa ging als kürzestes Grand-Slam-Finale in die Geschichte ein, das Graf nach 32 Minuten mit 6:0 und 6:0 für sich entschied. Ein so einseitiges Grand-Slam-Finale hatte es zuletzt 1911 in Wimbledon gegeben, Swerawa gewann ganze 13 Punkte, 11 davon durch Fehler von Graf. Es war der zweite French-Open-Titel und der dritte Grand-Slam-Titel für Graf.

#### Wimbledon
Auf dem heiligen Rasen in Wimbledon rauschte sie nur so durch die Runden. Ihre erste Gegnerin Hu Na verlor mit dem gleichen Ergebnis, mit dem sie die French Open gewann, mit 6:0, 6:0. Auch die nächsten Runden stellten sich als leichte Aufgaben heraus, Karine Quentrec (6:2, 6:0), Terry Phelps (6:3, 6:1), Mary Joe Fernández (6:2, 6:2), Pascale Paradis (6:3, 6:1) und Pam Shriver (6:1, 6:2) waren nicht imstande, sie auf ihrem Weg ins Finale aufzuhalten. Nun ging es gegen Martina Navratilova, die ihren neunten Wimbledontitel feiern wollte und die eine positive 7:3-Bilanz gegen Graf aufwies. Nach einer Stunde und 33 Minuten beendete Graf das Match mit einem Netzroller für sich zum 5:7, 6:2, 6:1. Es war ihr erster Wimbledontitel.

#### US Open
Als die US Open begannen, hatte Graf eine Bilanz von zuletzt 28 Siegen in Folge. Bis ins Halbfinale war es ein glatter Durchmarsch (5 Siege, 10:0 Sätze und 60:13 Spiele). Dort sollte es gegen Chris Evert gehen, die aber wegen einer Magen-Darm-Grippe nicht antreten konnte und ihr Spiel am Vormittag absagte. Ihre Finalgegnerin im Louis Armstrong Stadium war Gabriela Sabatini, die ihr die bisher einzigen zwei Niederlagen in dieser Saison bescherte. Sabatini machte es ihr auch in diesem Match nicht leicht und erzwang einen dritten Satz, den Graf aber glatt gewann und so um 15:14 Uhr Ortszeit das Spiel mit 6:3, 3:6 und 6:1 für sich entschied.
Zudem war sie damit die zweite Spielerin der Open Era, die alle vier Grand-Slam-Turniere in einem Jahr gewinnen konnte. Vor ihr gelang dies 1970 Margaret Court.

### Andere Turniere

#### Olympische Spiele

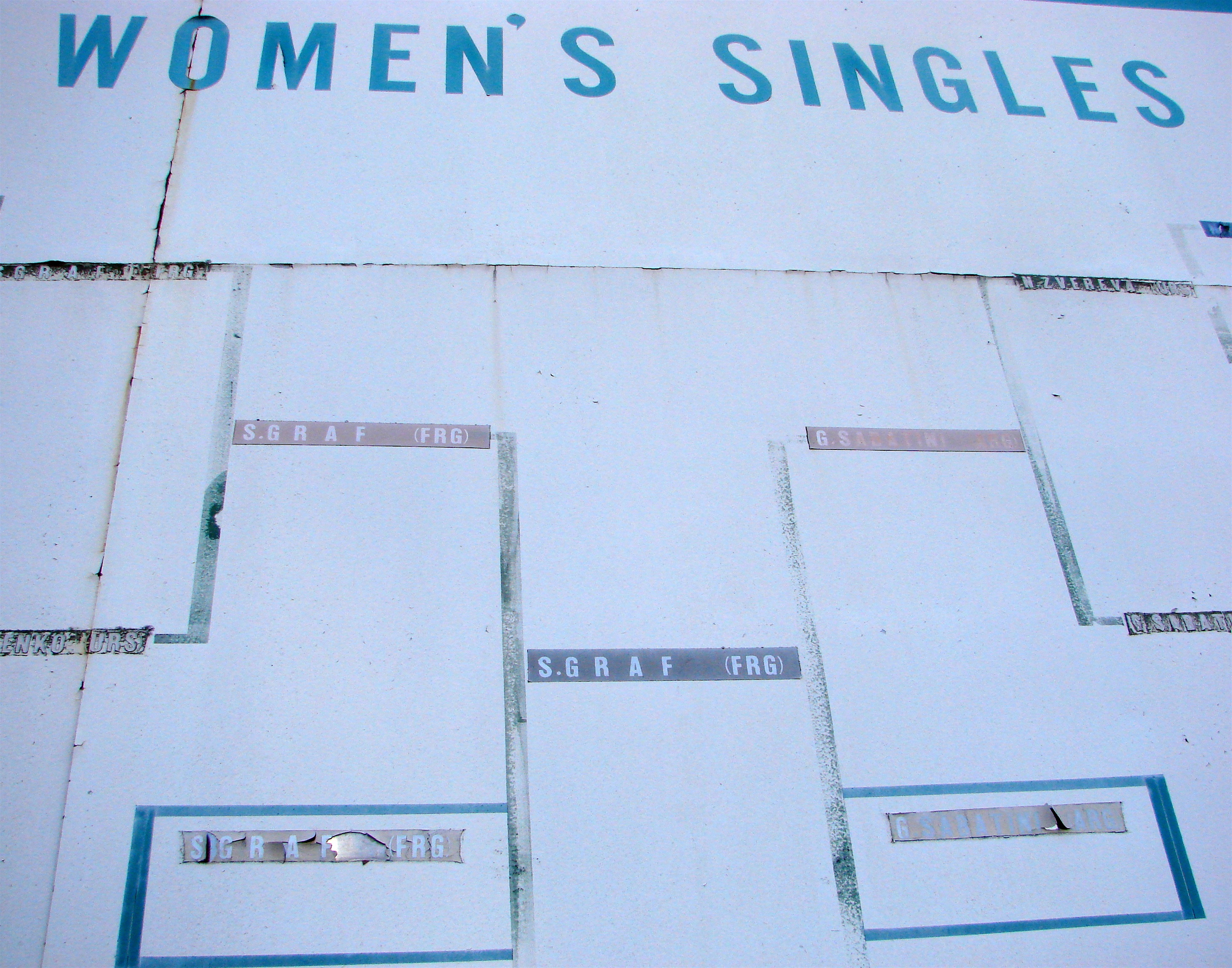
Verwitterte Ergebnistafel der olympischen Spiele (2006)

Zu den Olympischen Spielen in Seoul reiste Graf als Tennisspielerin, die es schaffte, einen regulären Grand Slam vollendet zu haben. Alle erwarteten jetzt auch die Goldmedaille von ihr. Vier Jahre zuvor hatte sie bei den Olympischen Spielen in Los Angeles den Einzelbewerb gewonnen, dieser war allerdings eine Demonstrationsveranstaltung für U-21-Teilnehmer und Medaillen wurden nicht verteilt. Graf wohnte zunächst bei den anderen Teilnehmern im Athletendorf. Weil der Rummel um ihre Person aber so groß wurde, zog sie in ein Hotel um. Durch den Stress der letzten Wochen war sie sehr müde, so dass sie selbst nicht viel von sich erwartete. Bis auf den ersten Satz im ersten Spiel gegen Leila Mes’chi gewann sie die ersten beiden Runden glatt. Erst im Viertelfinale gegen Laryssa Sawtschenko war es eine größere Herausforderung, denn im dritten Satz lag sie 1:3 zurück. Danach gewann ihre Gegnerin aber kein Spiel mehr und Graf gewann das Spiel mit 6:2, 4:6, und 6:3. Im Halbfinale überließ sie ihrer Kontrahentin Zina Garrison nur zwei Spiele und siegte mit 6:2 und 6:0. Im Finale spielte sie wie schon bei den US Open gegen Gabriela Sabatini. In diesem Fall brauchte Graf aber nur zwei Sätze und gewann es mit 6:3 und 6:3.

## Gesamte Spiele
| 1R | 2R | 3R | AF | VF | HF | F | S |  | S | N |

(R#) Runde 1, 2, 3, (AF) Achtelfinale, (VF) Viertelfinale, (HF) Halbfinale, (F) Finale, (S) Sieg, (N) Niederlage

### Einzel
| Turniere | Spiele | Runde | Gegnerin                | Rang    | S/N      | Ergebnis       |
| --- | ------ | ----- | ----------------------- | ------- | -------- | -------------- |
| Australian Open Melbourne, Australien Grand Slam Hartplatz 11. – 23. Januar 1988                                   | 1      | 1R    | Amy Jönsson             | 178     | S        | 6:3, 6:1       |
| Australian Open Melbourne, Australien Grand Slam Hartplatz 11. – 23. Januar 1988                                   | 2      | 2R    | Janine Thompson         | 99      | S        | 6:0, 6:1       |
| Australian Open Melbourne, Australien Grand Slam Hartplatz 11. – 23. Januar 1988                                   | 3      | 3R    | Cammy MacGregor         | 131     | S        | 6:1, 6:2       |
| Australian Open Melbourne, Australien Grand Slam Hartplatz 11. – 23. Januar 1988                                   | 4      | AF    | Catarina Lindqvist      | 16      | S        | 6:0, 7:5       |
| Australian Open Melbourne, Australien Grand Slam Hartplatz 11. – 23. Januar 1988                                   | 5      | VF    | Hana Mandlíková         | 5       | S        | 6:2, 6:2       |
| Australian Open Melbourne, Australien Grand Slam Hartplatz 11. – 23. Januar 1988                                   | 6      | HF    | Claudia Kohde-Kilsch    | 10      | S        | 6:2, 6:3       |
| Australian Open Melbourne, Australien Grand Slam Hartplatz 11. – 23. Januar 1988                                   | 7      | S     | Chris Evert             | 3       | S        | 6:1, 7:63      |
| |        |       |                         |         |          |                |
| U.S. Hardcourt Championships San Antonio, Vereinigte Staaten Tier IV Hartplatz 29. Februar – 5. März 1988          | 8      | 1R    | Cammy MacGregor         | 123     | S        | 6:1, 6:2       |
| U.S. Hardcourt Championships San Antonio, Vereinigte Staaten Tier IV Hartplatz 29. Februar – 5. März 1988          | 9      | AF    | Sara Gomer              | 79      | S        | 6:3, 6:2       |
| U.S. Hardcourt Championships San Antonio, Vereinigte Staaten Tier IV Hartplatz 29. Februar – 5. März 1988          | 10     | VF    | Nathalie Tauziat        | 20      | S        | 6:3, 6:2       |
| U.S. Hardcourt Championships San Antonio, Vereinigte Staaten Tier IV Hartplatz 29. Februar – 5. März 1988          | 11     | HF    | Lori McNeil             | 10      | S        | 6:72, 6:1, 6:1 |
| U.S. Hardcourt Championships San Antonio, Vereinigte Staaten Tier IV Hartplatz 29. Februar – 5. März 1988          | 12     | S     | Katerina Maleewa        | 13      | S        | 6:4, 6:1       |
| |        |       |                         |         |          |                |
| Virginia Slims of Florida Boca Raton, Vereinigte Staaten Tier II Hartplatz 7. – 13. März 1988                      | 13     | 1R    | Lisa Bonder             | 56      | S        | 6:1, 6:1       |
| Virginia Slims of Florida Boca Raton, Vereinigte Staaten Tier II Hartplatz 7. – 13. März 1988                      | 14     | AF    | Nathalie Tauziat        | 20      | S        | 6:2, 6:1       |
| Virginia Slims of Florida Boca Raton, Vereinigte Staaten Tier II Hartplatz 7. – 13. März 1988                      | 15     | VF    | Pascale Paradis         | 82      | S        | 6:1, 6:2       |
| Virginia Slims of Florida Boca Raton, Vereinigte Staaten Tier II Hartplatz 7. – 13. März 1988                      | 16     | HF    | Pam Shriver             | 4       | S        | 6:4, 4:6, 7:65 |
| Virginia Slims of Florida Boca Raton, Vereinigte Staaten Tier II Hartplatz 7. – 13. März 1988                      | 17     | F     | Gabriela Sabatini       | 5       | N        | 6:2, 3:6, 1:6  |
| |        |       |                         |         |          |                |
| Lipton International Players Championships Miami, Vereinigte Staaten Tier I Hartplatz 9. – 27. März 1988           | 18     | 1R    | Jana Novotná            | 28      | S        | 6:2, 6:2       |
| Lipton International Players Championships Miami, Vereinigte Staaten Tier I Hartplatz 9. – 27. März 1988           | 19     | 2R    | Sara Gomer              | 79      | S        | 6:1, 6:3       |
| Lipton International Players Championships Miami, Vereinigte Staaten Tier I Hartplatz 9. – 27. März 1988           | 20     | 3R    | Rosalyn Fairbank        | 42      | S        | 7:60, 6:0      |
| Lipton International Players Championships Miami, Vereinigte Staaten Tier I Hartplatz 9. – 27. März 1988           | 21     | AF    | Jo Durie                | 99      | S        | 6:1, 6:1       |
| Lipton International Players Championships Miami, Vereinigte Staaten Tier I Hartplatz 9. – 27. März 1988           | 22     | VF    | Claudia Kohde-Kilsch    | 9       | S        | 6:3, 6:0       |
| Lipton International Players Championships Miami, Vereinigte Staaten Tier I Hartplatz 9. – 27. März 1988           | 23     | HF    | Stephanie Rehe          | 34      | S        | 6:3, 6:1       |
| Lipton International Players Championships Miami, Vereinigte Staaten Tier I Hartplatz 9. – 27. März 1988           | 24     | S     | Chris Evert             | 3       | S        | 6:4, 6:4       |
| |        |       |                         |         |          |                |
| Bausch & Lomb Amelia Island Amelia Island, Vereinigte Staaten Tier II Sand 11. – 17. April 1988                    | –      | 1R    | Freilos                 | Freilos | Freilos  | Freilos        |
| Bausch & Lomb Amelia Island Amelia Island, Vereinigte Staaten Tier II Sand 11. – 17. April 1988                    | 25     | 2R    | Pilar Vásquez           | 157     | S        | 6:1, 6:0       |
| Bausch & Lomb Amelia Island Amelia Island, Vereinigte Staaten Tier II Sand 11. – 17. April 1988                    | 26     | AF    | Donna Faber             | 175     | S        | 6:1, 6:1       |
| Bausch & Lomb Amelia Island Amelia Island, Vereinigte Staaten Tier II Sand 11. – 17. April 1988                    | 27     | VF    | Katerina Maleewa        | 12      | S        | 6:2, 6:0       |
| Bausch & Lomb Amelia Island Amelia Island, Vereinigte Staaten Tier II Sand 11. – 17. April 1988                    | 28     | HF    | Gabriela Sabatini       | 5       | N        | 3:6, 6:4, 5:7  |
| |        |       |                         |         |          |                |
| German Open Berlin-West, BR Deutschland Tier I Sand 9. – 15. Mai 1988                                              | –      | 1R    | Freilos                 | Freilos | Freilos  | Freilos        |
| German Open Berlin-West, BR Deutschland Tier I Sand 9. – 15. Mai 1988                                              | 29     | 2R    | Julie Halard            | 51      | S        | 6:0, 6:1       |
| German Open Berlin-West, BR Deutschland Tier I Sand 9. – 15. Mai 1988                                              | 30     | AF    | Silke Meier             | 82      | S        | 6:2, 6:1       |
| German Open Berlin-West, BR Deutschland Tier I Sand 9. – 15. Mai 1988                                              | 31     | AF    | Nicole Provis           | 57      | S        | 6:0, 6:2       |
| German Open Berlin-West, BR Deutschland Tier I Sand 9. – 15. Mai 1988                                              | 32     | HF    | Claudia Kohde-Kilsch    | 8       | S        | 6:1, 6:0       |
| German Open Berlin-West, BR Deutschland Tier I Sand 9. – 15. Mai 1988                                              | 33     | S     | Helena Suková           | 7       | S        | 6:3, 6:2       |
| |        |       |                         |         |          |                |
| French Open Paris, Frankreich Grand Slam Sand 23. Mai – 5. Juni 1988                                               | 34     | 1R    | Nathalie Guerrée        | 224     | S        | 6:0, 6:4       |
| French Open Paris, Frankreich Grand Slam Sand 23. Mai – 5. Juni 1988                                               | 35     | 2R    | Ronni Reis              | 185     | S        | 6:1, 6:0       |
| French Open Paris, Frankreich Grand Slam Sand 23. Mai – 5. Juni 1988                                               | 36     | 3R    | Susan Sloane            | 106     | S        | 6:0, 6:1       |
| French Open Paris, Frankreich Grand Slam Sand 23. Mai – 5. Juni 1988                                               | 37     | AF    | Nathalie Tauziat        | 29      | S        | 6:1, 6:3       |
| French Open Paris, Frankreich Grand Slam Sand 23. Mai – 5. Juni 1988                                               | 38     | VF    | Bettina Fulco-Villella  | 37      | S        | 6:0, 6:1       |
| French Open Paris, Frankreich Grand Slam Sand 23. Mai – 5. Juni 1988                                               | 39     | HF    | Gabriela Sabatini       | 5       | S        | 6:3, 7:63      |
| French Open Paris, Frankreich Grand Slam Sand 23. Mai – 5. Juni 1988                                               | 40     | S     | Natallja Swerawa        | 15      | S        | 6:0, 6:0       |
| |        |       |                         |         |          |                |
| Wimbledon London, Vereinigtes Königreich Grand Slam Rasen 20. Juni – 4. Juli 1988                                  | 41     | 1R    | Hu Na                   | 76      | S        | 6:0, 6:0       |
| Wimbledon London, Vereinigtes Königreich Grand Slam Rasen 20. Juni – 4. Juli 1988                                  | 42     | 2R    | Karine Quentrec         | 168     | S        | 6:2, 6:0       |
| Wimbledon London, Vereinigtes Königreich Grand Slam Rasen 20. Juni – 4. Juli 1988                                  | 43     | 3R    | Terry Phelps            | 71      | S        | 6:3, 6:1       |
| Wimbledon London, Vereinigtes Königreich Grand Slam Rasen 20. Juni – 4. Juli 1988                                  | 44     | AF    | Mary Joe Fernández      | 12      | S        | 6:2, 6:2       |
| Wimbledon London, Vereinigtes Königreich Grand Slam Rasen 20. Juni – 4. Juli 1988                                  | 45     | VF    | Pascale Paradis         | 36      | S        | 6:3, 6:1       |
| Wimbledon London, Vereinigtes Königreich Grand Slam Rasen 20. Juni – 4. Juli 1988                                  | 46     | HF    | Pam Shriver             | 4       | S        | 6:1, 6:2       |
| Wimbledon London, Vereinigtes Königreich Grand Slam Rasen 20. Juni – 4. Juli 1988                                  | 47     | S     | Martina Navratilova     | 2       | S        | 5:7, 6:2, 6:1  |
| |        |       |                         |         |          |                |
| Citizen Cup Hamburg, BR Deutschland Tier IV Sand 25. – 31. Juli 1988                                               | –      | 1R    | Freilos                 | Freilos | Freilos  | Freilos        |
| Citizen Cup Hamburg, BR Deutschland Tier IV Sand 25. – 31. Juli 1988                                               | 48     | 2R    | Regina Maršíková        | 172     | S        | 6:0, 6:3       |
| Citizen Cup Hamburg, BR Deutschland Tier IV Sand 25. – 31. Juli 1988                                               | 49     | AF    | Sabrina Goleš           | 46      | S        | 6:4, 6:2       |
| Citizen Cup Hamburg, BR Deutschland Tier IV Sand 25. – 31. Juli 1988                                               | 50     | VF    | Raffaella Reggi         | 20      | S        | 6:0, 6:0       |
| Citizen Cup Hamburg, BR Deutschland Tier IV Sand 25. – 31. Juli 1988                                               | 51     | HF    | Bettina Fulco–Vilella   | 29      | S        | 6:2, 6:3       |
| Citizen Cup Hamburg, BR Deutschland Tier IV Sand 25. – 31. Juli 1988                                               | 52     | S     | Katerina Maleewa        | 16      | S        | 6:4, 6:2       |
| |        |       |                         |         |          |                |
| United Jersey Bank Classic Mahwah, Vereinigte Staaten Tier IV Hartplatz 22. – 28. August 1988                      | –      | 1R    | Freilos                 | Freilos | Freilos  | Freilos        |
| United Jersey Bank Classic Mahwah, Vereinigte Staaten Tier IV Hartplatz 22. – 28. August 1988                      | 53     | AF    | Arantxa Sánchez Vicario | 21      | S        | 6:2, 6:0       |
| United Jersey Bank Classic Mahwah, Vereinigte Staaten Tier IV Hartplatz 22. – 28. August 1988                      | 54     | VF    | Sylvia Hanika           | 16      | S        | 6:2, 6:1       |
| United Jersey Bank Classic Mahwah, Vereinigte Staaten Tier IV Hartplatz 22. – 28. August 1988                      | 55     | HF    | Helena Suková           | 7       | S        | 6:1, 6:1       |
| United Jersey Bank Classic Mahwah, Vereinigte Staaten Tier IV Hartplatz 22. – 28. August 1988                      | 56     | S     | Nathalie Tauziat        | 34      | S        | 6:0, 6:1       |
| |        |       |                         |         |          |                |
| US Open New York City, Vereinigte Staaten Grand Slam Hartplatz 29. August – 11. September 1988                     | 57     | 1R    | Elizabeth Minter        | 95      | S        | 6:1, 6:1       |
| US Open New York City, Vereinigte Staaten Grand Slam Hartplatz 29. August – 11. September 1988                     | 58     | 2R    | Manon Bollegraf         | 92      | S        | 6:1, 6:0       |
| US Open New York City, Vereinigte Staaten Grand Slam Hartplatz 29. August – 11. September 1988                     | 59     | 3R    | Nathalie Herreman       | 119     | S        | 6:0, 6:1       |
| US Open New York City, Vereinigte Staaten Grand Slam Hartplatz 29. August – 11. September 1988                     | 60     | AF    | Patty Fendick           | 22      | S        | 6:4, 6:2       |
| US Open New York City, Vereinigte Staaten Grand Slam Hartplatz 29. August – 11. September 1988                     | 61     | VF    | Katerina Maleewa        | 15      | S        | 6:3, 6:0       |
| US Open New York City, Vereinigte Staaten Grand Slam Hartplatz 29. August – 11. September 1988                     | –      | HF    | Chris Evert             | 3       | kampflos | kampflos       |
| US Open New York City, Vereinigte Staaten Grand Slam Hartplatz 29. August – 11. September 1988                     | 62     | S     | Gabriela Sabatini       | 4       | S        | 6:3, 3:6, 6:1  |
| |        |       |                         |         |          |                |
| Olympische Sommerspiele Seoul, Südkorea Olympische Spiele Hartplatz 20. September – 1. Oktober 1988                | –      | 1R    | Freilos                 | Freilos | Freilos  | Freilos        |
| Olympische Sommerspiele Seoul, Südkorea Olympische Spiele Hartplatz 20. September – 1. Oktober 1988                | 63     | 2R    | Leila Mes’chi           |         | S        | 7:5, 6:1       |
| Olympische Sommerspiele Seoul, Südkorea Olympische Spiele Hartplatz 20. September – 1. Oktober 1988                | 64     | AF    | Catherine Suire         |         | S        | 6:3, 6:0       |
| Olympische Sommerspiele Seoul, Südkorea Olympische Spiele Hartplatz 20. September – 1. Oktober 1988                | 65     | VF    | Laryssa Sawtschenko     |         | S        | 6:2, 4:6, 6:3  |
| Olympische Sommerspiele Seoul, Südkorea Olympische Spiele Hartplatz 20. September – 1. Oktober 1988                | 66     | HF    | Zina Garrison           |         | S        | 6:2, 6:0       |
| Olympische Sommerspiele Seoul, Südkorea Olympische Spiele Hartplatz 20. September – 1. Oktober 1988                | 67     | S     | Gabriela Sabatini       |         | S        | 6:3, 6:3       |
| |        |       |                         |         |          |                |
| Brighton , Vereinigtes Königreich Tier III Teppich (Halle) 25. – 30. Oktober 1988                                  | 68     | 1R    | Iva Budařová            | 98      | S        | 6:3, 6:2       |
| Brighton , Vereinigtes Königreich Tier III Teppich (Halle) 25. – 30. Oktober 1988                                  | 69     | AF    | Hester Witvoet          | 81      | S        | 6:1, 6:1       |
| Brighton , Vereinigtes Königreich Tier III Teppich (Halle) 25. – 30. Oktober 1988                                  | 70     | VF    | Nathalie Tauziat        | 26      | S        | 6:3, 6:2       |
| Brighton , Vereinigtes Königreich Tier III Teppich (Halle) 25. – 30. Oktober 1988                                  | 71     | HF    | Lori McNeil             | 12      | S        | 6:2, 5:7, 6:4  |
| Brighton , Vereinigtes Königreich Tier III Teppich (Halle) 25. – 30. Oktober 1988                                  | 72     | S     | Manuela Maleewa         | 6       | S        | 6:2, 6:0       |
| |        |       |                         |         |          |                |
| WTA Championships New York City, Vereinigte Staaten WTA Tour Championships Teppich (Halle) 11. – 20. November 1988 | 73     | 1R    | Claudia Kohde-Kilsch    | 11      | S        | 6:1, 4:6, 6:1  |
| WTA Championships New York City, Vereinigte Staaten WTA Tour Championships Teppich (Halle) 11. – 20. November 1988 | 74     | VF    | Manuela Maleewa         | 7       | S        | 6:1, 6:3       |
| WTA Championships New York City, Vereinigte Staaten WTA Tour Championships Teppich (Halle) 11. – 20. November 1988 | 75     | HF    | Pam Shriver             | 5       | N        | 3:6, 6:75      |

### Doppel
| Turniere | Spiele | Runde | Gegnerinnen                              | Rang    | S/N     | Ergebnis         |
| --- | ------ | ----- | ---------------------------------------- | ------- | ------- | ---------------- |
| Australian Open Melbourne, Australien Grand Slam Hartplatz 11. – 23. Januar 1988 Partner: Elizabeth Smylie                                    | 1      | 1R    | Anna-Maria Fernández Louise Field        |         | S       | 6:1, 6:0         |
| Australian Open Melbourne, Australien Grand Slam Hartplatz 11. – 23. Januar 1988 Partner: Elizabeth Smylie                                    | 2      | 2R    | Ann Devries Eva Krapl                    |         | S       | 6:1, 6:4         |
| Australian Open Melbourne, Australien Grand Slam Hartplatz 11. – 23. Januar 1988 Partner: Elizabeth Smylie                                    | 3      | AF    | Patricia Hy Etsuko Inoue                 |         | S       | 3:6, 6:2, 7:5    |
| Australian Open Melbourne, Australien Grand Slam Hartplatz 11. – 23. Januar 1988 Partner: Elizabeth Smylie                                    | 4      | VF    | Manon Bollegraf Sandy Collins            |         | S       | 6:1, 6:1         |
| Australian Open Melbourne, Australien Grand Slam Hartplatz 11. – 23. Januar 1988 Partner: Elizabeth Smylie                                    | 5      | HF    | Martina Navratilova Pam Shriver          |         | N       | 4:6, 4:6         |
| |        |       |                                          |         |         |                  |
| Lipton International Players Championships Miami, Vereinigte Staaten Tier I Hartplatz 9. – 27. März 1988 Partner: Gabriela Sabatini           | 6      | 1R    | Andrea Holíková Michelle Torres          |         | S       | 6:1, 6:2         |
| Lipton International Players Championships Miami, Vereinigte Staaten Tier I Hartplatz 9. – 27. März 1988 Partner: Gabriela Sabatini           | 7      | 2R    | Dianne Balestrat Mercedes Paz            |         | S       | 6:4, 6:4         |
| Lipton International Players Championships Miami, Vereinigte Staaten Tier I Hartplatz 9. – 27. März 1988 Partner: Gabriela Sabatini           | 8      | AF    | Jo Durie Sharon Walsh-Pete               |         | S       | 6:2, 6:0         |
| Lipton International Players Championships Miami, Vereinigte Staaten Tier I Hartplatz 9. – 27. März 1988 Partner: Gabriela Sabatini           | 9      | VF    | Chris Evert Wendy Turnbull               |         | S       | 6:1, 6:4         |
| Lipton International Players Championships Miami, Vereinigte Staaten Tier I Hartplatz 9. – 27. März 1988 Partner: Gabriela Sabatini           | 10     | HF    | Lori McNeil Betsy Nagelsen               |         | S       | 6:1, 7:65        |
| Lipton International Players Championships Miami, Vereinigte Staaten Tier I Hartplatz 9. – 27. März 1988 Partner: Gabriela Sabatini           | 11     | S     | Gigi Fernández Zina Garrison             |         | S       | 7:66, 6:3        |
| |        |       |                                          |         |         |                  |
| French Open Paris, Frankreich Grand Slam Sand 23. Mai – 5. Juni 1988 Partner: Gabriela Sabatini                                               | 12     | 1R    | Elly Hakami Adriana Villagrán            |         | S       | 6:2, 6:3         |
| French Open Paris, Frankreich Grand Slam Sand 23. Mai – 5. Juni 1988 Partner: Gabriela Sabatini                                               | 13     | 2R    | Ingelise Driehuis Marcella Mesker        |         | S       | 6:4, 6:4         |
| French Open Paris, Frankreich Grand Slam Sand 23. Mai – 5. Juni 1988 Partner: Gabriela Sabatini                                               | 14     | AF    | Susan Mascarin Pat Medrado               |         | S       | 6:2, 6:2         |
| French Open Paris, Frankreich Grand Slam Sand 23. Mai – 5. Juni 1988 Partner: Gabriela Sabatini                                               | 15     | VF    | Catherine Suire Catherine Tanvier        |         | S       | 6:1, 4:6, 6:1    |
| French Open Paris, Frankreich Grand Slam Sand 23. Mai – 5. Juni 1988 Partner: Gabriela Sabatini                                               | 16     | HF    | Martina Navratilova Pam Shriver          |         | N       | 2:6, 5:7         |
| |        |       |                                          |         |         |                  |
| Wimbledon London, Vereinigtes Königreich Grand Slam Rasen 20. Juni – 4. Juli 1988 Partner: Gabriela Sabatini                                  | 17     | 1R    | Isabel Cueto Pat Medrado                 |         | S       | 6:1, 6:2         |
| Wimbledon London, Vereinigtes Königreich Grand Slam Rasen 20. Juni – 4. Juli 1988 Partner: Gabriela Sabatini                                  | 18     | 2R    | Anne Harris Hester Witvoet               |         | S       | 7:63, 4:6, 7:5   |
| Wimbledon London, Vereinigtes Königreich Grand Slam Rasen 20. Juni – 4. Juli 1988 Partner: Gabriela Sabatini                                  | 19     | AF    | Beth Herr Katerina Maleewa               |         | S       | 6:3, 6:3         |
| Wimbledon London, Vereinigtes Königreich Grand Slam Rasen 20. Juni – 4. Juli 1988 Partner: Gabriela Sabatini                                  | 20     | VF    | Eva Pfaff Elizabeth Smylie               |         | S       | 7:64, 5:7, 8:6   |
| Wimbledon London, Vereinigtes Königreich Grand Slam Rasen 20. Juni – 4. Juli 1988 Partner: Gabriela Sabatini                                  | 21     | HF    | Chris Evert Wendy Turnbull               |         | S       | 6:3, 6:4         |
| Wimbledon London, Vereinigtes Königreich Grand Slam Rasen 20. Juni – 4. Juli 1988 Partner: Gabriela Sabatini                                  | 22     | S     | Laryssa Sawtschenko Natallja Swerawa     |         | S       | 6:3, 1:6, 12:10  |
| |        |       |                                          |         |         |                  |
| US Open New York City, Vereinigte Staaten Grand Slam Hartplatz 29. August – 1. September 1988 Partner: Gabriela Sabatini                      | 23     | 1R    | Ingelise Driehuis Marcella Mesker        |         | S       | 6:2, 4:2 Aufgabe |
| US Open New York City, Vereinigte Staaten Grand Slam Hartplatz 29. August – 1. September 1988 Partner: Gabriela Sabatini                      | 24     | 2R    | Neige Dias Judith Wiesner                |         | S       | 6:2, 6:0         |
| US Open New York City, Vereinigte Staaten Grand Slam Hartplatz 29. August – 1. September 1988 Partner: Gabriela Sabatini                      | 25     | AF    | Ann Henricksson Anne Smith               |         | S       | 6:4, 6:2         |
| US Open New York City, Vereinigte Staaten Grand Slam Hartplatz 29. August – 1. September 1988 Partner: Gabriela Sabatini                      | 26     | VF    | Terry Phelps Raffaella Reggi             |         | S       | 6:1, 6:3         |
| US Open New York City, Vereinigte Staaten Grand Slam Hartplatz 29. August – 1. September 1988 Partner: Gabriela Sabatini                      | 27     | HF    | Patty Fendick Jill Hetherington          |         | N       | 6:4, 7:61        |
| |        |       |                                          |         |         |                  |
| Olympische Spiele Seoul, Südkorea Olympische Spiele Hartplatz 20. September – 1. Oktober 1988 Partner: Claudia Kohde-Kilsch                   | –      | 1R    | Freilos                                  | Freilos | Freilos | Freilos          |
| Olympische Spiele Seoul, Südkorea Olympische Spiele Hartplatz 20. September – 1. Oktober 1988 Partner: Claudia Kohde-Kilsch                   | 28     | VF    | Carling Bassett-Seguso Jill Hetherington |         | S       | 6:3, 3:6, 6:2    |
| Olympische Spiele Seoul, Südkorea Olympische Spiele Hartplatz 20. September – 1. Oktober 1988 Partner: Claudia Kohde-Kilsch                   | 29     | HF    | Jana Novotná Helena Suková               |         | N       | 7:6, 6:3         |
| |        |       |                                          |         |         |                  |
| WTA Championships New York City, Vereinigte Staaten WTA Tour Championships Teppich (Halle) 11. – 20. November 1988 Partner: Gabriela Sabatini | 30     | VF    | Isabelle Demongeot Nathalie Tauziat      |         | S       | 6:3, 6:1         |
| WTA Championships New York City, Vereinigte Staaten WTA Tour Championships Teppich (Halle) 11. – 20. November 1988 Partner: Gabriela Sabatini | –      | HF    | Martina Navratilova Pam Shriver          |         | Rückzug | Rückzug          |

## Saisonzahlen

### Frau gegen Frau
Die fett dargestellten Spielerinnen waren wenigstens bei einem Match in den Top 10 der Weltrangliste platziert.
| - Amy Jönsson 1:0 - Janine Thompson 1:0 - Cammy MacGregor 2:0 - Catarina Lindqvist 1:0 - Hana Mandlíková 1:0 - Claudia Kohde-Kilsch 4:0 - Chris Evert 2:0 - Sara Gomer 2:0 - Nathalie Tauziat 5:0 - Lori McNeil 2:0 - Katerina Maleewa 4:0 - Lisa Bonder 1:0 - Pascale Paradis 1:0 - Pam Shriver 2:1 - Gabriela Sabatini 3:2 - Jana Novotná 1:0 - Rosalyn Fairbank 1:0 - Jo Durie 1:0 | - Stephanie Rehe 1:0 - Pilar Vásquez 1:0 - Donna Faber 1:0 - Julie Halard 1:0 - Silke Meier 1:0 - Nicole Provis 1:0 - Helena Suková 2:0 - Nathalie Guerrée 1:0 - Ronni Reis 1:0 - Susan Sloane 1:0 - Bettina Fulco 2:0 - Natallja Swerawa 1:0 - Hu Na 1:0 - Karine Quentrec 1:0 - Terry Phelps 1:0 - Mary Joe Fernández 1:0 - Pascale Paradis 1:0 - Martina Navratilova 1:0 | - Regina Maršíková 1:0 - Sabrina Goleš 1:0 - Raffaella Reggi 1:0 - Arantxa Sánchez Vicario 1:0 - Sylvia Hanika 1:0 - Elizabeth Minter 1:0 - Manon Bollegraf 1:0 - Nathalie Herreman 1:0 - Patty Fendick 1:0 - Leila Mes’chi 1:0 - Catherine Suire 1:0 - Laryssa Sawtschenko 1:0 - Zina Garrison 1:0 - Iva Budařová 1:0 - Hester Witvoet 1:0 - Manuela Maleewa 2:0 |

### Top-10-Spiele
| S/N        | S:N  | Gegnerin             | Rang 1 | Turnier                               | Belag           | Runde | Ergebnis       | Rang 2 |
| ---------- | ---- | -------------------- | ------ | ------------------------------------- | --------------- | ----- | -------------- | ------ |
| Sieg       | 1:0  | Hana Mandlíková      | 5      | Australian Open, Australien           | Hartplatz       | VF    | 6:2, 6:2       | 1      |
| Sieg       | 2:0  | Claudia Kohde-Kilsch | 10     | Australian Open, Australien           | Hartplatz       | HF    | 6:2, 6:3       | 1      |
| Sieg       | 3:0  | Chris Evert          | 3      | Australian Open, Australien           | Hartplatz       | S     | 6:1, 7:63      | 1      |
| Sieg       | 4:0  | Lori McNeil          | 10     | San Antonio, Vereinigte Staaten       | Hartplatz       | HF    | 6:72, 6:1, 6:1 | 1      |
| Sieg       | 5:0  | Pam Shriver          | 4      | Boca Raton, Vereinigte Staaten        | Hartplatz       | HF    | 6:4, 4:6, 7:65 | 1      |
| Niederlage | 5:1  | Gabriela Sabatini    | 5      | Boca Raton, Vereinigte Staaten        | Hartplatz       | F     | 6:2, 3:6, 1:6  | 1      |
| Sieg       | 6:1  | Claudia Kohde-Kilsch | 9      | Miami, Vereinigte Staaten             | Hartplatz       | VF    | 6:3, 6:0       | 1      |
| Sieg       | 7:1  | Chris Evert          | 3      | Miami, Vereinigte Staaten             | Hartplatz       | S     | 6:4, 6:4       | 1      |
| Niederlage | 7:2  | Gabriela Sabatini    | 5      | Amelia Island, Vereinigte Staaten     | Sand            | HF    | 3:6, 6:4, 5:7  | 1      |
| Sieg       | 8:2  | Claudia Kohde-Kilsch | 8      | Berlin-West, BR Deutschland           | Sand            | HF    | 6:1, 6:0       | 1      |
| Sieg       | 9:2  | Helena Suková        | 7      | Berlin-West, BR Deutschland           | Sand            | S     | 6:3, 6:2       | 1      |
| Sieg       | 10:2 | Gabriela Sabatini    | 5      | French Open, Frankreich               | Sand            | HF    | 6:3, 7:63      | 1      |
| Sieg       | 11:2 | Pam Shriver          | 4      | French Open, Frankreich               | Sand            | HF    | 6:1, 6:2       | 1      |
| Sieg       | 12:2 | Martina Navratilova  | 2      | French Open, Frankreich               | Sand            | S     | 5:7, 6:2, 6:1  | 1      |
| Sieg       | 13:2 | Helena Suková        | 7      | Mahwah, Vereinigte Staaten            | Hartplatz       | HF    | 6:1, 6:1       | 1      |
| Sieg       | 14:2 | Gabriela Sabatini    | 4      | US Open, Vereinigte Staaten           | Hartplatz       | S     | 6:3, 3:6, 6:1  | 1      |
| Sieg       | 15:2 | Zina Garrison        | ?      | Olympische Spiele, Seoul              | Hartplatz       | HF    | 6:2, 6:0       | 1      |
| Sieg       | 16:2 | Gabriela Sabatini    | ?      | Olympische Spiele, Seoul              | Hartplatz       | S     | 6:3, 6:3       | 1      |
| Sieg       | 17:2 | Manuela Maleewa      | 6      | Brighton, Vereinigtes Königreich      | Teppich (Halle) | S     | 6:2, 6:0       | 1      |
| Sieg       | 18:2 | Manuela Maleewa      | 7      | WTA Championships, Vereinigte Staaten | Teppich (Halle) | VF    | 6:1, 6:3       | 1      |
| Niederlage | 18:3 | Pam Shriver          | 5      | WTA Championships, Vereinigte Staaten | Teppich (Halle) | HF    | 3:6, 6:75      | 1      |